# The Call (hudební skupina)
The Call byla americká rocková skupina, která vznikla ve městě Santa Cruz v Kalifornii. Vznikla v roce 1980 a původní sestavu tvořili zpěvák a kytarista Michael Been, kytarista Tom Ferrier, baskytarista Greg Freeman a bubeník Scott Musick. Freeman ze skupiny odešel v roce 1984 a na jeho pozici nastoupil Joe Read, který odešel o dva roky později. Roku 1984 skupina přibrala hráče na klávesové nástroje, kterým se stal Jim Goodwin. V letech 1982 až 1997 skupina vydala celkem osm studiových alb a rozpadla se roku 2000. Frontman Michael Been zemřel v roce 2010 na infarkt. V dubnu 2013 tři členové skupiny, konkrétně Musick, Ferrier a Goodwin, odehráli sérii koncertů; zpěvu se ujal Beenův syn Robert Levon Been.

## Diskografie
- The Call (1982)
- Modern Romans (1983)
- Scene Beyond Dreams (1984)
- Reconciled (1986)
- Into the Woods (1987)
- Let the Day Begin (1989)
- Red Moon (1990)
- To Heaven and Back (1997)